# Ciprian Suciu
Ciprian Suciu (n. 22 ianuarie 1987, Cluj-Napoca) este un jucător român de fotbal care este liber de contract.